# Fjord Bossière
Le fjord Bossière – également appelé fjord Henri Bossière – est un bras de mer situé à l'extrémité occidentale du golfe du Morbihan aux îles Kerguelen dans les Terres australes et antarctiques françaises.

## Géographie

### Caractéristiques
Ce fjord s'enfonce dans un axe est-ouest sur 15 km dans le Plateau Central de la Grande Terre, l'île principale de l'archipel, juste au nord de la baie de Hurley.
Le fjord Bossière est le déversoir à l'ouest (et situés du nord au sud) :
- Du lac de Courmayeur puis du lac des Deux Îlots ;
- Du lac Tristan puis du lac Yseult par son émissaire, la rivière la Grisanche ;
- Du lac Sibélius puis Koeslin par la rivière l'Alster (à son embouchure se trouve la cabane Bossière).

L'estuaire du fjord est marqué par la présence d'une cascade. Par ailleurs, la partie de la plus en amont du fjord est quasiment bloquée par l'accumulation massive sur le fond de colonies de Mytilus edulis kerguelensis au sein d'une moulière massive entraînant une sédimentation importante.

### Toponymie
Le fjord doit son nom, depuis 1911, aux frères Henri (ou Henry) et René-Émile Bossière, originaire du Havre, qui furent parmi les seuls résidents permanents historiques des Kerguelen (entre 1908-1909), fondèrent Port-Couvreux et tentèrent d'y créer une industrie d'élevage de moutons dès la fin du XIXe siècle.